# Max Albrecht

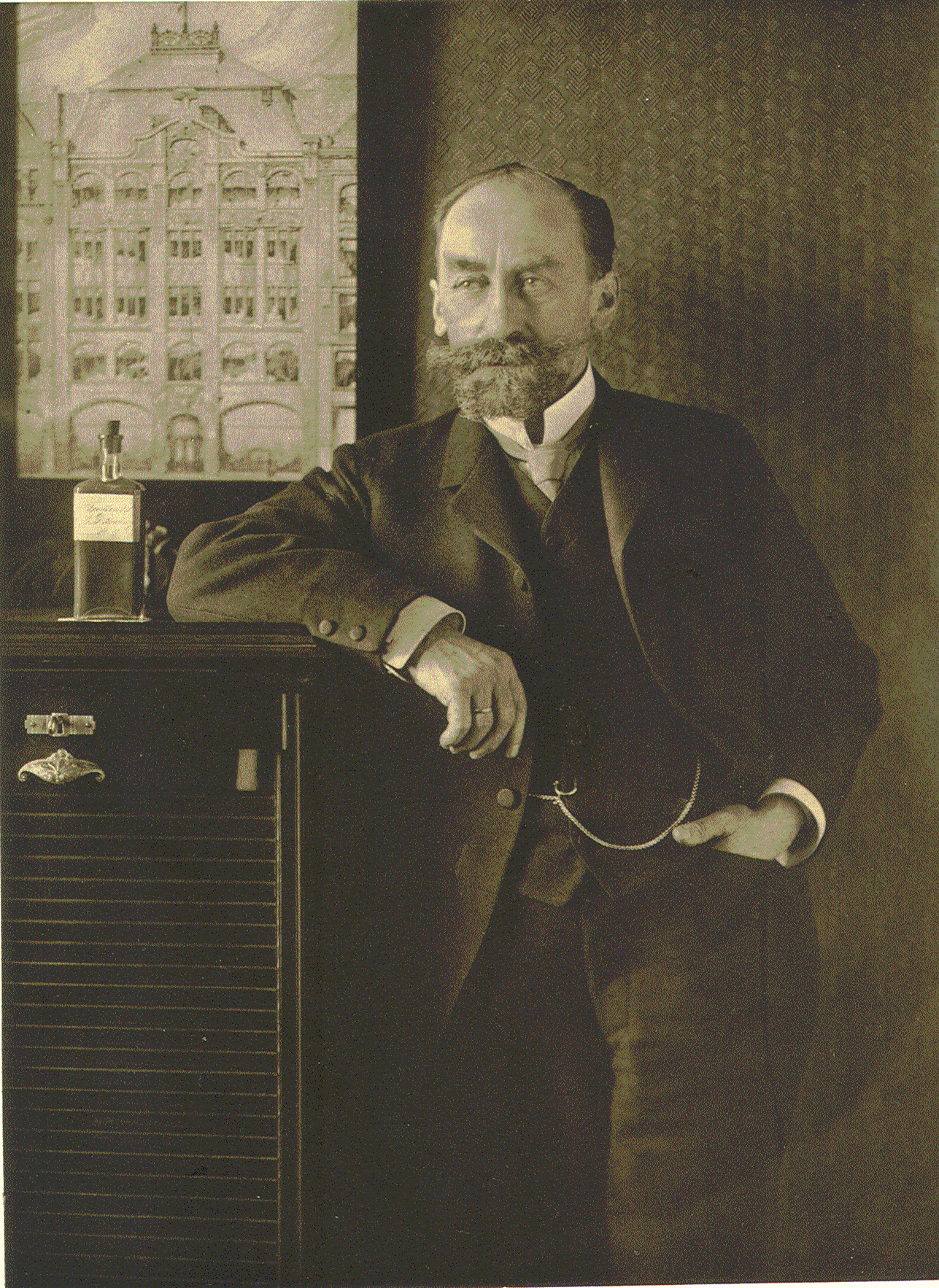
Max Albrecht (1905)

Max Albrecht (* 24. Oktober 1851 in Liegnitz, Provinz Schlesien; † 12. Dezember 1925 in Hamburg) war ein Hamburger Industrieller und Politiker.

## Leben

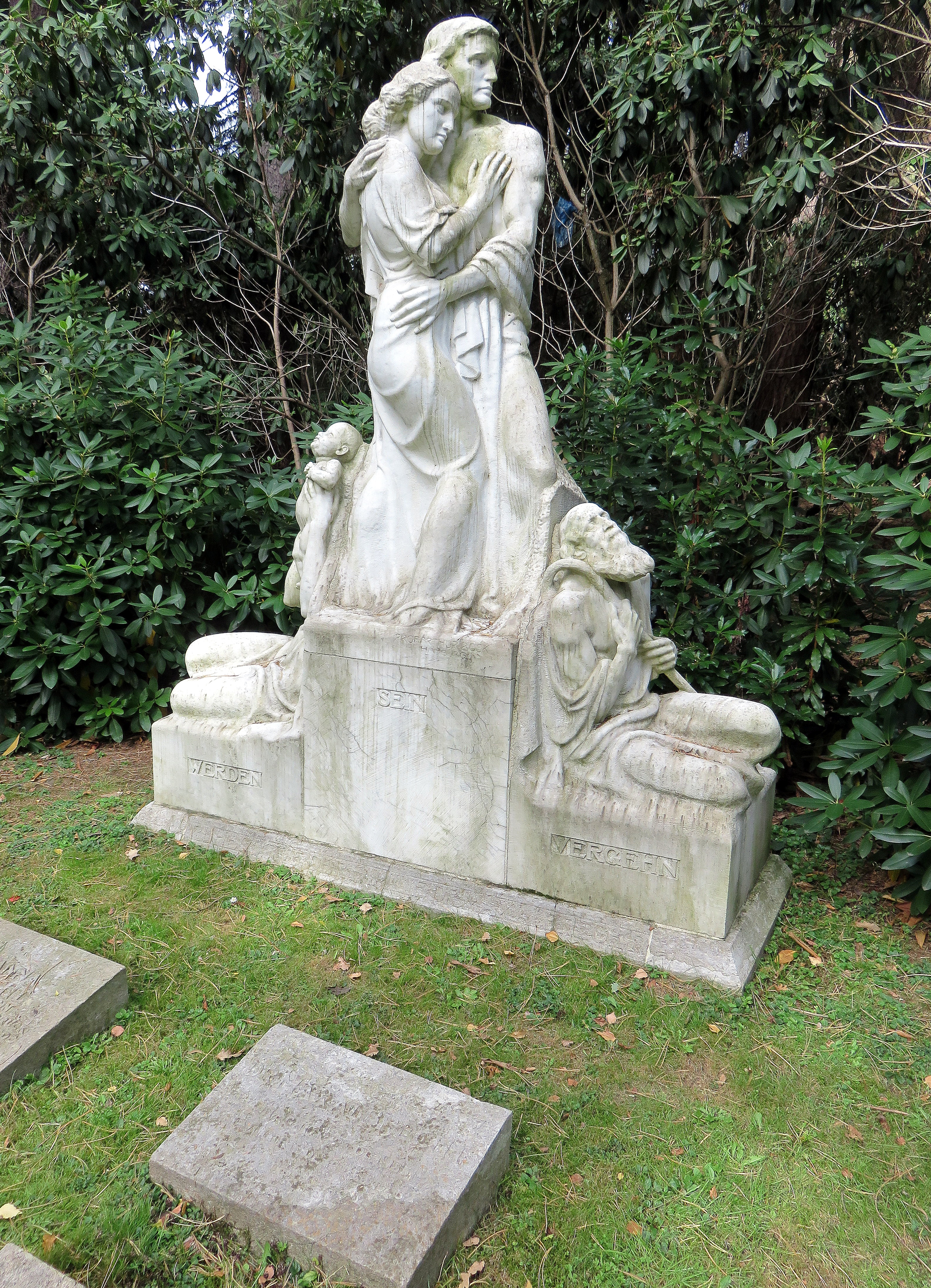
Kissenstein (rechts) für
Max Albrecht auf dem Friedhof Ohlsdorf

Seine Eltern waren der Kaufmann Albrecht und dessen Frau Emilie geb. Czarnikow aus Breslau. 
Er studierte Chemie an der Universität Halle und promovierte dort 1871 zum Dr. phil. Danach arbeitete er zunächst einige Jahre im Auftrag der sächsischen Braunkohleindustrie an der Erzeugung von Mineralölen aus Braunkohle und übernahm 1874 die Leitung einer von ihm konzipierten Fabrik in Aussig. 1877 wurde er Teilhaber einer Rigaer Firma, für die er Raffinerien in Riga, Baku sowie 1884 in Hamburg errichtete. Am Hamburger Standort setzte Albrecht erstmals Tankschiffe ein und revolutionierte mit dieser kostengünstigen Methode den Öltransport. 1891 übernahm er die Fabriken in Baku und Hamburg sowie einen Umschlagplatz in Batumi auf eigene Rechnung und formte daraus die Mineralölwerke Albrecht & Co. KG; später kamen weitere Umschlaganlagen in Stettin und Warschau hinzu. Als nach dem Ersten Weltkrieg die Standorte Baku, Batumi und Warschau verloren gingen, verlegte sich Albrecht auf die Verarbeitung amerikanischen Rohöls in Duisburg und Mannheim.
Außerhalb des eigenen Unternehmens wirkte Albrecht als Verbandspolitiker, unter anderem als Vorsitzender des von ihm gegründeten Reichserdölverbandes, sowie als Stifter des ersten Hamburger Säuglingsheims (1911).
Von 1910 bis 1919 gehörte Albrecht der Hamburgischen Bürgerschaft an. Er war Mitglied der Fraktion der Rechten.
Er ist auf dem Friedhof Ohlsdorf nahe dem Wasserturm begraben. Eine Statue Arthur Bocks ziert sein Grab.

## Familie
Albrecht heiratete 1876 in Aussig Johanna Eckelmann (1857–1926). Sein Sohn Ernst wurde später Inhaber des Mineralölwerkes Albrecht & Co.
Sein Enkel Ernst Albrecht war von 1953 bis zum 1. November 1956 und von 1957 bis 1961 für die CDU ebenfalls Abgeordneter der Hamburgischen Bürgerschaft sowie Mitglied des Deutschen Bundestages.